# Аугсбургская лига
Аугсбургская лига — союз, заключённый 9 июля 1686 года императором Священной Римской империи Леопольдом I, королём Испании Карлом II, королём Швеции Карлом XI, курфюрстом Баварии Максимилианом II Эмануэлем и некоторыми другими монархами. После присоединения в 1689 году к союзу Англии получил название Великий альянс (англ. Grand Alliance).

## История альянса
Первоначально Аугсбургская лига была рассчитана на три года и имела целью создание мощного союзного войска для отражения территориальных притязаний французского короля Людовика XIV на Курпфальц — области левого берега Рейна. «Король-Солнце», став сильнейшим монархом Европы, с 1679 года следовал доктрине названной politique des Réunions, политике присоединения к государству всех сопредельных территорий, которые когда-либо бывали под владычеством Франции.
Инициатором создания Аугсбургской лиги был габсбургский император Леопольд I, который из-за опасности нападения турок на восточную границу империи был вынужден оттянуть туда бо́льшую часть своих вооружённых сил. Союз должен был поставить заслон французской экспансии на западе империи. Стороны, заключившие договор, обязались следовать условиям Вестфальского мира, Нимвегенских мирных соглашений и заключённого 15 августа 1684 года между Францией и империей Регенсбургского перемирия. В Регенсбурге наряду с мирным договором было также оговорено, что территории и города, аннексированные Францией, остаются в её распоряжении сроком на 20 лет.
Союз дополнял прежде заключённый между Леопольдом I и бранденбургским Великим курфюрстом Фридрихом Вильгельмом пакт о взаимной помощи от 22 марта 1686 года.
В 1689 году лига была расширена за счёт вступления в её члены Англии (7 [17] мая 1689 года) и Нидерландов — в личной унии Вильгельма Оранского, после чего была названа «Великим венским альянсом». Вильгельм как тогдашний правитель Нидерландов уже имел негативный опыт, связанный с французами, кроме того, в качестве английского короля Вильгельма III он также страдал от французской деятельности в отношении своих североамериканских колоний.
Необходимость создания Аугсбургской лиги проявилась, когда Людовик XIV, не принимая во внимание статью брачного договора своей невестки Лизелотты Пфальцской, в которой она отказывалась от наследства по линии своих предков, после смерти бездетного пфальцского курфюрста Карла II высказал свои притязания на наследство Пфальца. Это привело в 1688 году к девятилетней войне (называемой также войной за Пфальцское наследство). Вместе с Рисвикским миром 1697 года этот инцидент был исчерпан.